# خالد البوسعيدي
خالد بن حمد بن حمود البوسعيدي (7 يونيو 1964م -) هو رجل أعمال وموسيقي ورياضي عماني ولد في مدينة مسقط في سلطنة عمان. وشغل منصب رئيس مجلس إدارة مجموعة شركات سابكو، ورئيس الاتحاد العماني لكرة القدم، وعضو مجلس إدارة اللجنة الأولمبية العمانية، ونائب رئيس لجنة التدقيق في الاتحاد الآسيوي لكرة القدم، وعضو في اللجنة الفنية في الاتحاد الدولي لكرة القدم الفيفا. وقد كان أحد حملة الشعلة الأولمبية الدولية لأولمبياد بكين 2008 أثناء مرورها بالعاصمة العمانية مسقط.

## النسب
ينتمي السيد خالد بن حمد إلى أسرة آل بو سعيد واسمه الكامل السيد خالد بن حمد بن حمود بن حمد بن هلال بن محمد البوسعيدي. ويشار أن شقيقه هو وزير الخارجية بدر البوسعيدي.

## النشأة والدراسة
وُلد في مسقط وترتيبه الثالث من الذكور والخامس من الأبناء الثمانية، إلا أنه قضى السنوات الست الأولى من طفولته في مدينة صلالة، حيث كان والده حمد بن حمود البوسعيدي كان وزير البلاط السلطاني، قبل أن يصبح مستشاراً للسلطان قابوس ومرافقاً رسمياً له حتى وفاته عام 2002. وفي يوليو 1970 بعد تولي قابوس مقاليد الحكم في البلاد، انتقل مع أسرته إلى مسقط بحكم ارتباط والده بالعمل مع السلطان. التحق بالمدرسة السعيدية في العام الدراسي 1970/ 1971م في مسقط في الصف الأول الابتدائي.
في عام 1978م التحق بمدرسة السلطان الخاصة في مدينة السيب بمحافظة مسقط، وهي أول مدرسة خاصة للتعليم العام في عمان، حيث ظل فيها حتى تخرج من المرحلة الثانوية العامة في العام 1982م. بعد ذلك سافر إلى المملكة المتحدة وأكمل دراسته الجامعية في جامعة أكسفورد الإنجليزية في الدراسات الاجتماعية والتي أتمها بنجاح في العام 1986م. حصل على شهادة الماجستير في إدارة الأعمال (MBA) من كلية هينلي للإدارة بالمملكة المتحدة عام 1997.

## الحياة المهنية

#### في المجال الريادي
التحق خالد بعد الدراسة بالعمل الحكومي ليتدرج ضمني وزارة الشؤون الاجتماعية والعمل والتدريب المهني ليصل إلى المدير العام للشؤون الإدارية والمالية. ويشغل حالياً منصب رئيس مجلس إدارة مجموعة سابكو في مقرها في عمان منذ عام 1988، وهي واحدة من أكبر مجموعات الأعمال في البلاد، إذ تضم مجموعةً كبيرة من الشركات بما في ذلك شركة أمواج، إحدى أشهر العلامات التجارية للعطور الفاخرة في العالم.
وبالإضافة إلى كونه رئيس مجلس إدارة مجموعة شركات سابكو فهو أيضاً:
- رئيس مجلس إدارة الاتحاد العماني لكرة القدم[6]
- رئيس مجلس إدارة الشركة الوطنية للمياه المعدنية
- رئيس مجلس إدارة البنك الأهلي.
- نائب رئيس مهرجان الأغنية العمانية.
- عضو مجلس الأعمال العالمي.

#### في المجال الرياضي
تولى البوسعيدي رئاسة نادي فنجاء بين العامين 1988-1991، مما جعله أحد أشهر الشخصيات الرياضية والاجتماعية في البلاد. وخلال فترة رئاسته، تأهل نادي فنجاء إلى نهائيات كرة القدم العربية لأول مرة في تاريخ الرياضة العمانية، وحقق المركز الرابع في نهائيات آسيا خلال نفس المباراة. وفاز النادي بكأس الخليج للأندية عام 1989. ثم أصبح أول رئيس منتخب للاتحاد العماني لكرة القدم في أول انتخابات مباشرة تجرى في عمان ومنطقة الخليج في عام 2007.
ثم تولى رئاسة اتحاد كرة القدم العماني بين العامين 2007 -2016. وخلال قيادته فاز المنتخب الوطني العماني بكأس الخليج العربي التاسع عشر  لمرة الأولى عام 2009، فحصل على وسام عمان المدني من جلالة السلطان قابوس بن سعيد الراحل.
كما ألقى كلمة تحدث فيها عن رؤيته لمستقبل كرة القدم العمانية تحت عنوان "تحويل كرة القدم إلى صناعة مزدهرة وهادفة"، مما جعل جوزيف سيب بلاتر، رئيس الاتحاد الدولي لكرة القدم (فيفا)، ومحمد بن همام العبد الله، رئيس الاتحاد الآسيوي لكرة القدم، يدعواه الاتحاد الدولي لكرة القدم والاتحاد الآسيوي لكرة القدم لمعرفة المزيد عن رؤيته.
وأصبح البوسعيدي عضوًا في مجلس إدارة اللجنة الأولمبية العمانية في عام 2012. وكان أحد حاملي الشعلة الأولمبية الدولية لدورة الألعاب الأولمبية في بكين عام 2008 أثناء مرورها بمسقط. وفي شهر أغسطس من عام 2019، انتُخب رئيسًا للجنة الأولمبية العمانية وشغل هذا المنصب لعدة سنوات.

#### في المجال الموسيقي
اهتم خالد بالموسيقى منذ المدرسة الابتدائية عندما بدأ العزف على الأكورديون والطبول في فرقة موسيقية، وشارك في المسارح والعروض المدرسية. ثم بدأ التأليف في سن الثامنة عشرة وأصدر أول أغنيتين له بعنوان "تحية حب" و"منارة مشرقة" في عام 1983 على تلفزيون سلطنة عمان. وأصبح نائب رئيس مهرجان الأغنية العمانية  في عام 2004، ثم ظهر لاحقًا كحكم في برنامج Gulf Talent على تلفزيون دبي.
ألف البوسعيدي أكثر من 200 أغنية، واستخدم العديدُ من الفنانين المحليين والعالميين ألحانَ البوسعيدي، ومن أبرزهم المغنية أحلام الشامسي، عبد المجيد عبد الله، أصالة نصري، لطيفة التونسية، ورجاء بالمليح. ومن أشهر أغانيه أغنية "تتوهج السنين معك" الوطنية. كما يعزف على العود والكيبورد والأكورديون والقانون.